# Toni Ketelä
Toni Ketelä, né le 16 mars 1988, est un fondeur finlandais qui a commencé sa carrière en 2006. Il est spécialiste du sprint.

## Biographie
Il fait ses débuts en Coupe du monde en mars 2011 à Lahti. Il marque ses premiers points dans cette compétition un an plus tard également à Lahti (14e du sprint). Il participe en 2013 aux Mondiaux de Val di Fiemme où il se hisse en demi-finales du sprint et réalise le huitième temps final.
Le 17 janvier 2015, il signe son premier podium de sa carrière en se classant troisième du sprint classique d'Otepää. 

## Palmarès

### Championnats du monde
| Épreuve / Édition     | Sprint                           | Sprint    |
| Épreuve / Édition     | libre                            | classique |
| Mondiaux 2013 Liberec | Épreuve inexistante à cette date | 8e        |
| Mondiaux 2015 Falun   | Épreuve inexistante à cette date | 10e       |

### Coupe du monde
- Meilleur classement général : 57e en 2015.
- 1 podium en épreuve individuelle : 0 victoire, 0 deuxième place et 1 troisième place.

palmarès au 17 janvier 2015